# 弗朗库莱斯
弗朗库莱斯（法語：Francoulès，法語發音：[fʁɑ̃kulɛs]）是法国洛特省的一个市镇，属于卡奥尔区。

## 地理
弗朗库莱斯（44°32'37"N, 1°29'22"E）面积13.61 平方千米，位于法国奧克西塔尼大區洛特省，该省份为法国西南部内陆省份，北起顺时针与科雷兹省、康塔爾省、阿韦龙省、塔恩-加龙省、洛特-加龍省和多尔多涅省接壤。
与弗朗库莱斯接壤的市镇（或旧市镇、城区）包括：马克苏、梅克蒙、纳迪亚克、于塞勒、贝勒丰-拉罗兹。

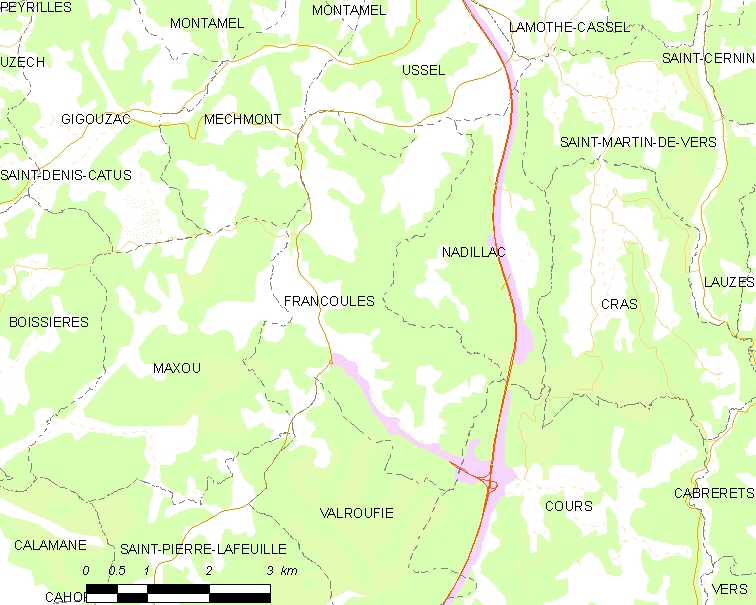
弗朗库莱斯的OSM定位图

弗朗库莱斯的时区为UTC+01:00、UTC+02:00（夏令时）。

## 行政
弗朗库莱斯的邮政编码为46090，INSEE市镇编码为46112。

## 政治
弗朗库莱斯所属的省级选区为科斯和布里亚讷县。

## 人口

1962-2008年间弗朗库莱斯人口变化图示

弗朗库莱斯于2022年1月1日时的人口数量为262人。